# Мэйби Бэйби
Мэйби Бэйби (укр. — Мейбі Бейбі; справжнє ім'я — Вікторія Володимирівна Лисюк (біл. Вікторыя Уладзіміраўна Лысюк нар. 1 вересня 1995 року, Жабинка, Берестейська область, Білорусь) — російська і білоруська співачка, колишня учасниця російського гурту «Френдзона».

## Біографія
Вікторія Лисюк (Мейбі Бейбі) народилася 1 вересня 1995 року у Білорусі в місті Жабинка, і її справжнє ім'я — Вікторія Лисюк.

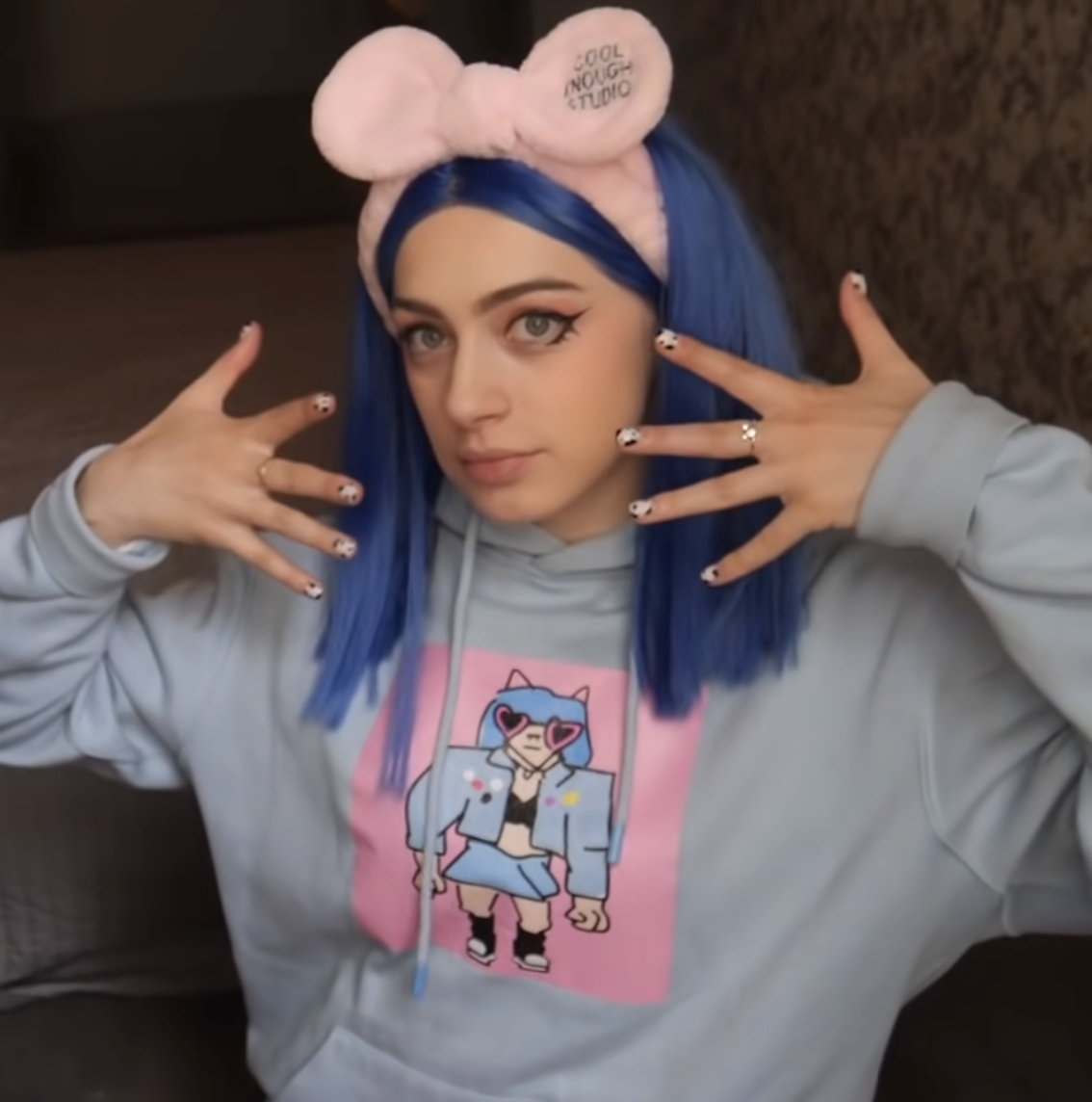
Мейбі Бейбі

У 2017 або 2018 році товариш дівчини Володимир Галат запросив її до свого музичного проєкту, відомий тепер як гурт «Френдзона».

Третьою учасницею проєкту стала Віка — подруга Галата, яку можна побачити в його кліпах. Віка була фанаткою кей-попа і займалася танцями, вона привнесла до гурту музичну кроссжанровість, яку передбачає популярна корейська музика.
 — «Галат не здобув визнання в репі — тоді він придумав групу Френдзона. Ось його історія» — The Flow, 10 березня 2020

13 червня 2018 року у Мейбі Бейбі вийшов сольний сингл з піснею «Аскорбинка». 4 березня наступного, 2019-го, року побачила світ оновлена версія («Аскорбинка 2.0») і кліп до неї. Ця пісня досі (за станом на 2021 рік) залишається найбільш упізнаваною піснею «Френдзони», а кліп до неї — найпопулярнішим кліпом на YouTube-каналі групи.
24 липня 2018 року в Мейбі Бейбі вийшов сольний мініальбом «Только если в щёчку», куди увійшла, зокрема, пісня «Бутылочка», в якій Мейбі Бейбі грає з подружками в пляшечку на піжамній вечірці.
У травні 2019 року побачив світ сингл з піснею «Любимая школа».
11 жовтня 2019 року побачила світ пісня «Тамагочи», записана в дуеті з Оленою Швець.
14 липня 2020 року вийшов дует з Дорою «Не исправлюсь». У вересні на спільну з Дорою пісню вийшов кліп.
30 липня 2020 року побачила пісня «Ахегао», 18 листопада — «Бла Бла», 2 грудня — пісня «Пока молодой» (записана разом з групою "Хліб ").
У вересні 2020 року Віка взяла участь в шоу «Музикаліті» Максима Галкіна разом з Дмитром Маліковим.
16 лютого 2021 року вийшов трек «Планета М» і анімаційне відео до нього, 18 червня — «Банда-пропаганда» в дуеті з Кроки (Володимиром Галаті).

## Імідж
Імідж Мейбі Бейбі в гурті «Френдзона» — «стервезна дівчина з блакитним волоссям»..

Пісні Мейбі Бейбі як персонажа […] повинні бути […] стервозними, примхливими, зі своєрідним гумором і лексикою («Бусь-Бусь тебе в щічку, Бусь-Бусь, Бусь-Бусь тебе в чоло, Бусь-Бусь, Бусь-Бусь тебе в губки, Бусь-Бусь тебе в носик»), з постійними відсилання до заплутаних взаємин з іншими учасниками проєкту, з нарочито ідіотським синтезаторним саундом і ляльковим голосом.
 — З рецензії Олексія Мажаєва на дебютний міні-альбом Мейбі Бейбі «Только если в щёчку»

## Особисте життя
В інтерв'ю 2020 року розповіла про свою бісексуальність.

## Дискографія

### Мініальбоми (EP)
| Назва                 | подробиці                                                                       |
| --------------------- | ------------------------------------------------------------------------------- |
| «ТОЛЬКО ЕСЛИ В ЩЕЧКУ» | - Реліз: 24 липня 2018 - Лейбл: Rhymes Music Inc. - Формат: цифрова дистрибуція |

### Сингли і вибрані пісні
| Рік  | Назва                                    | Чарти                           | Чарти                 | Чарти                   | Примітки                                   |
| Рік  | Назва                                    | СНД                             | СНД                   | СНД                     | Примітки                                   |
| Рік  | Назва                                    | TopHit Top Radio & YouTube Hits | TopHit Top Radio Hits | TopHit Top YouTube Hits | Примітки                                   |
| ---- | ---------------------------------------- | ------------------------------- | --------------------- | ----------------------- | ------------------------------------------ |
| 2018 | «Аскорбинка»                             | 24                              | -                     | 3                       | цифровий сингл 13 липня 2018               |
| 2018 | «Бутылочка»                              |                                 |                       |                         | пісні з міні-альбому «Тільки якщо в щічку» |
| 2018 | «ОТП» (feat. COLDCLOUD)                  |                                 |                       |                         | пісні з міні-альбому «Тільки якщо в щічку» |
| 2019 | «Аскорбинка 2.0»                         |                                 |                       |                         | цифровий сингл, вип. 4 Березня. 2019       |
| 2019 | «Любимая школа»                          | 985                             | -                     | 71                      | цифровий сингл, 15 травня 2019             |
| 2019 | «‎Бесконечное лето»                       |                                 |                       |                         | цифровий сингл, 21 Серпня. 2019            |
| 2019 | «Тамагочи» (Мейбі Бейбі & Олена Швець)   |                                 |                       |                         | цифровий сингл, 11 Жовтня. 2019            |
| 2020 | «Не исправлюсь» (Дора & Мейбі Бейбі)     |                                 |                       |                         | цифровий сингл, 14 Липня. 2020             |
| 2020 | «Ахегао»                                 |                                 |                       |                         | цифровий сингл, 30 липня. 2020             |
| 2020 | «Бла бла»                                |                                 |                       |                         | цифровий сингл, 18 Листопада. 2020         |
| 2020 | «Пока молодой» (Мейбі Бейбі & " Хліб ")  |                                 |                       |                         | цифровий сингл, 2 дек. 2020                |
| 2021 | «Планета М»                              |                                 |                       |                         | цифровий сингл, 16 Лютого. 2021            |
| 2021 | «Банда-пропаганда» (Мейбі Бейбі & Кроки) |                                 |                       |                         | цифровий сингл, 18 Червня. 2021            |
| 2021 | «Лаллипап»                               |                                 |                       |                         | цифровий сингл, 15 липня. 2021             |